# Дреново (Софійська область)
Дре́ново (болг. Дреново) — село в Софійській області Болгарії. Входить до складу общини Костинброд.

## Населення
За даними перепису населення 2011 року у селі проживали 27 осіб, з них 25 осіб (92,6%) — болгари.
Розподіл населення за віком у 2011 році:
Динаміка населення: